# Gampsocleis shelkovnikovae
Gampsocleis shelkovnikovae är en insektsart som beskrevs av Adelung 1916. Gampsocleis shelkovnikovae ingår i släktet Gampsocleis och familjen vårtbitare. Inga underarter finns listade i Catalogue of Life.